# Informática criativa
A informática criativa (ou computação criativa) é um termo extensivo da área disciplinar da Informática (incluindo as Ciências da Computação e Pensamento Computacional) que designa o estudo e a aplicação dos métodos informáticos a projetos criativos, utilizando as Tecnologias de Informação e Comunicação para estimular a expressão digital, o pensamento inovador e a educação informática e computacional. É um campo da Informática que procura capacitar as pessoas para a utilização de Software e Hardware como ferramentas informáticas para a realização de projetos computacionais criativos, seja nos temas da ciência, da cultura, da arte, da comunicação, da educação, ou de outros temas. As experiências digitais da prática criativa incluem, por exemplo, a Extração de Conhecimento, o Desenvolvimento Web, a Programação de Computadores, a Interação Homem-Máquina, a Visualização de Dados e Informação e o Processamento Digital de Imagem com Som (Digital Image Processing with Sound, DIPS), a Inteligência Artificial, a Aprendizagem Automática, as Redes Neuronais Artificiais, a Multimédia, a Realidade Virtual e a Realidade Aumentada.

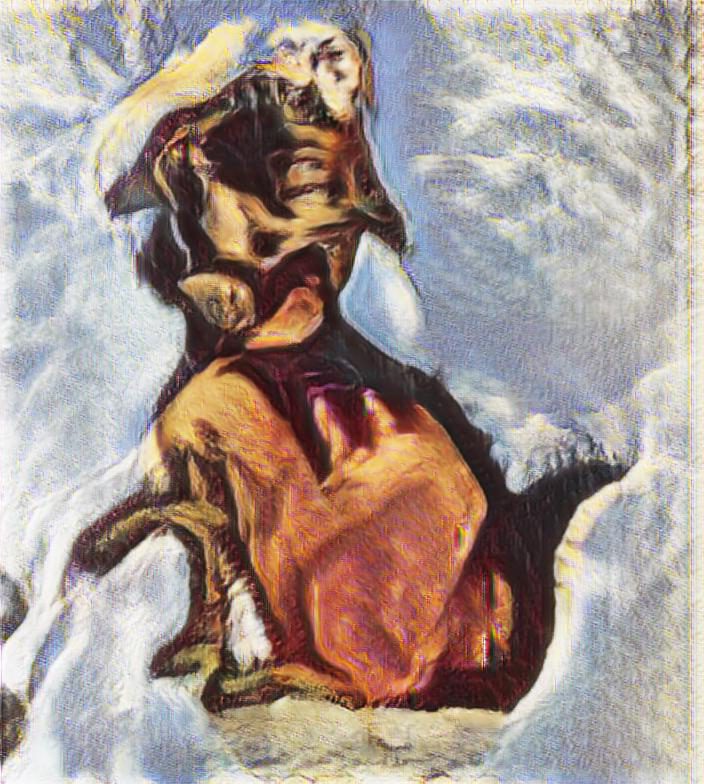
Uma das imagens utilizadas na primeira publicação mundial de um projeto informático criativo com modelo computacional de Rede Neuronal Artificial (RNA) baseada em Aprendizagem Automática.

## Visão geral
O Jornal Internacional de Informática Criativa (International Journal of Creative Computing) descreve a Informática Criativa da seguinte forma:
| “ | A Informática Criativa refere-se a uma metatecnologia para aglutinar o conhecimento em Informática e outras disciplinas. As pessoas usam os computadores como auxiliares da criatividade e os tópicos da informática criativa podem remodelar o mundo como o conhecemos. As aplicações da Informática Criativa são vistas em temas culturais, artísticos, entretenimento/jogos, aplicações móveis, multimédia, desenho (design) web/de produtos informáticos e outros sistemas informáticos interativos. | ” |

A Informática Criativa é de natureza interdisciplinar e os tópicos relacionados com a mesma incluem software aplicativo, método de desenvolvimento de software, avaliação, modelo conceptual, filosofia, princípios informáticos, ambiente operativo (pseudossistema operacional) e teoria da computação.
O termo "informática criativa" é utilizado tanto no Reino Unido como nos Estados Unidos (por exemplo, na Universidade de Harvard e no MIT).

## Jornal
o Jornal Internacional de Informática Criativa (International Journal of Creative Computing) é uma revista científica trimestral, com revisão por pares, publicada pela Inderscience Publishers, que aborda a criatividade na Informática. O editor-chefe é Andy M. Connor (Universidade de Tecnologia de Auckland).
A revista foi criada em 2013 e possui resumos e indexação nas bases de dados (bancos de dados) CSA (Cambridge Scientific Abstracts), ProQuest e DBLP.